# A Hustling Advertiser
Pour plus de détails, voir Fiche technique et Distribution.
A Hustling Advertiser (ou The Little Advertiser)  est un film muet américain réalisé par Gilbert M. Anderson et sorti en 1909.

## Fiche technique
- Titre : A Hustling Advertiser
- Titre alternatif : The Little Advertiser
- Réalisation : Gilbert M. Anderson
- Scénario :
- Photographie :
- Montage :
- Producteur :
- Société de production : The Essanay Film Manufacturing Company
- Société de distribution : The Essanay Film Manufacturing Company
- Pays d'origine :  États-Unis
- Langue : film muet avec les intertitres en anglais
- Format : Noir et blanc — 35 mm — 1,33:1 — Muet
- Genre : Comédie
- Durée : 5 minutes 30
- Date de sortie :
  -  États-Unis : 16 juin 1909

## Distribution
- Ben Turpin : le jeune homme